# Canton d'Olette
Le canton d'Olette est une ancienne division administrative française, située dans le département des Pyrénées-Orientales et la région Languedoc-Roussillon. Supprimé depuis le redécoupage cantonal de 2014, ses communes sont intégrées au Canton des Pyrénées catalanes.

## Composition
Le canton d'Olette comprenait quinze communes :
| Nom                | Code Insee | Intercommunalité      | Superficie (km2) | Population (dernière pop. légale) | Densité (hab./km2) |
| ------------------ | ---------- | --------------------- | ---------------- | --------------------------------- | ------------------ |
| Olette (chef-lieu) | 66125      | CC Conflent Canigó    | 28,95            | 383 (2014)                        | 13                 |
| Ayguatébia-Talau   | 66010      | CC Pyrénées catalanes | 29,68            | 46 (2014)                         | 1,5                |
| Canaveilles        | 66036      | CC Conflent Canigó    | 10,95            | 45 (2014)                         | 4,1                |
| Escaro             | 66068      | CC Conflent Canigó    | 15,21            | 120 (2014)                        | 7,9                |
| Jujols             | 66090      | CC Conflent Canigó    | 10,11            | 46 (2014)                         | 4,5                |
| Mantet             | 66102      | CC Conflent Canigó    | 32,15            | 32 (2014)                         | 1                  |
| Nyer               | 66123      | CC Conflent Canigó    | 37,00            | 155 (2014)                        | 4,2                |
| Oreilla            | 66128      | CC Conflent Canigó    | 16,03            | 13 (2014)                         | 0,81               |
| Py                 | 66155      | CC Conflent Canigó    | 50,86            | 93 (2014)                         | 1,8                |
| Railleu            | 66157      | CC Pyrénées catalanes | 9,97             | 28 (2014)                         | 2,8                |
| Sahorre            | 66166      | CC Conflent Canigó    | 14,88            | 376 (2014)                        | 25                 |
| Sansa              | 66191      | CC Pyrénées catalanes | 22,27            | 27 (2014)                         | 1,2                |
| Serdinya           | 66193      | CC Conflent Canigó    | 16,91            | 231 (2014)                        | 14                 |
| Souanyas           | 66197      | CC Conflent Canigó    | 4,81             | 46 (2014)                         | 9,6                |
| Thuès-Entre-Valls  | 66209      | CC Conflent Canigó    | 20,41            | 33 (2014)                         | 1,6                |

## Représentation

### Conseillers généraux de 1833 à 2015
| Période | Période                   | Identité                    | Étiquette             | Qualité                                                                                                   |
| ------- | ------------------------- | --------------------------- | --------------------- | --- |
| 1833    | 1838 (décès)              | Jacques Bigorre (1799-1838) |                       | Menuisier, maire d'Olette                                                                                 |
| 1838    | 1848                      | Jean Batlle                 |                       | Négociant, maire d'Olette (1837-1840)                                                                     |
| 1848    | 1871                      | André Gay père              |                       | Notaire, maire d'Olette (1848-1870)                                                                       |
| 1871    | 1877                      | Jean Batlle                 | Droite                | Propriétaire - Maire d'Olette (1874-1878)                                                                 |
| 1877    | 1925                      | Édouard Vilar               | Républicain puis Rad. | Avocat Maire de Prades (1878-1879) Député (1885-1891) - Sénateur (1891-1927) Président du Conseil Général |
| 1925    | 1941 (démission d'office) | Louis Thorent               | SFIO                  | Délégué mineur Maire de Sahorre Révoqué par le Gouvernement de Vichy                                      |
|         |                           |                             |                       | |
| 1943    | 1945                      | Achille Batlle              |                       | Propriétaire - Maire d'Escaro Nommé conseiller départemental en 1943                                      |
|         |                           |                             |                       | |
| 1945    | 1951                      | François Vidal              | PCF                   | Conseiller municipal d'Enveitg préposé des douanes                                                        |
| 1951    | 1976                      | Vincent Bobo                | SFIO puis DVG         | Notaire Maire d'Olette (1953-1971)                                                                        |
| 1976    | 1988                      | Alain Nunez                 | PCF                   | Maire d'Olette (1977-1989)                                                                                |
| 1988    | 2001                      | Jean Galindo                | SE                    | Maire d'Escaro (1982-1994) Docteur en chimie et génie mécanique                                           |
| 2001    | 2015                      | Jean-Louis Alvarez,         | PCF                   | Retraité SNCF Maire de Fontpédrouse (1971-2008)                                                           |

### Historique des élections

#### Élection de 2008
Les élections cantonales de 2008 ont eu lieu les dimanches 9 et 16 mars 2008. 
Abstention : 14,69 % au premier tour, 21,95 % au second tour.
| Candidat           | Parti | %       | Voix |
| ------------------ | ----- | ------- | ---- |
| Jean-Louis Alvarez | PCF   | 57,39 % | 726  |
| Jean-Louis Jallat  | NC    | 26,48 % | 335  |
| Jean Galindo       | SE    | 16,13 % | 204  |

### Conseillers d'arrondissement (de 1833 à 1940)
| Période                                  | Période | Identité                           | Étiquette                | Qualité |
| ---------------------------------------- | ------- | ---------------------------------- | ------------------------ | --- |
| 1833                                     | 1836    | Michel Felip                       |                          | Cultivateur, propriétaire, maire d'Oreilla                                                                  |
| 1836                                     | 1845    | César Escanyé                      |                          | Maitre de forges à Nyer                                                                                     |
| 1845                                     | 1848    | M. Prohom                          |                          | Suppléant du juge de paix, Olette                                                                           |
|                                          |         |                                    |                          | |
| 1892                                     |         | André Gay fils                     | Républicain opportuniste | Notaire à Olette                                                                                            |
|                                          |         |                                    |                          | |
| 1919                                     |         | Paul Sicart (1868-1945)            | Républicain              | Maitre d'hôtel, propriétaire à Olette                                                                       |
|                                          |         |                                    |                          | |
| 1934                                     | 1940    | Jean-Baptiste Danflous (1862-1945) | Radical autonome         | Directeur d'école, maire d'Olette                                                                           |
| 1940                                     |         |                                    |                          | Les conseils d'arrondissement ont été suspendus par la loi du 12 octobre 1940 et n'ont jamais été réactivés |
| Les données manquantes sont à compléter. |         |                                    |                          | |

## Démographie
| 1962  | 1968  | 1975  | 1982  | 1990  | 1999  | 2006  | 2011  | 2012  |
| ----- | ----- | ----- | ----- | ----- | ----- | ----- | ----- | ----- |
| 2 634 | 2 139 | 1 700 | 1 709 | 1 643 | 1 494 | 1 665 | 1 648 | 1 647 |